# Brassia aurantiaca
Brassia aurantiaca Lindl. (1853) es una orquídea epífita originaria de Suramérica.

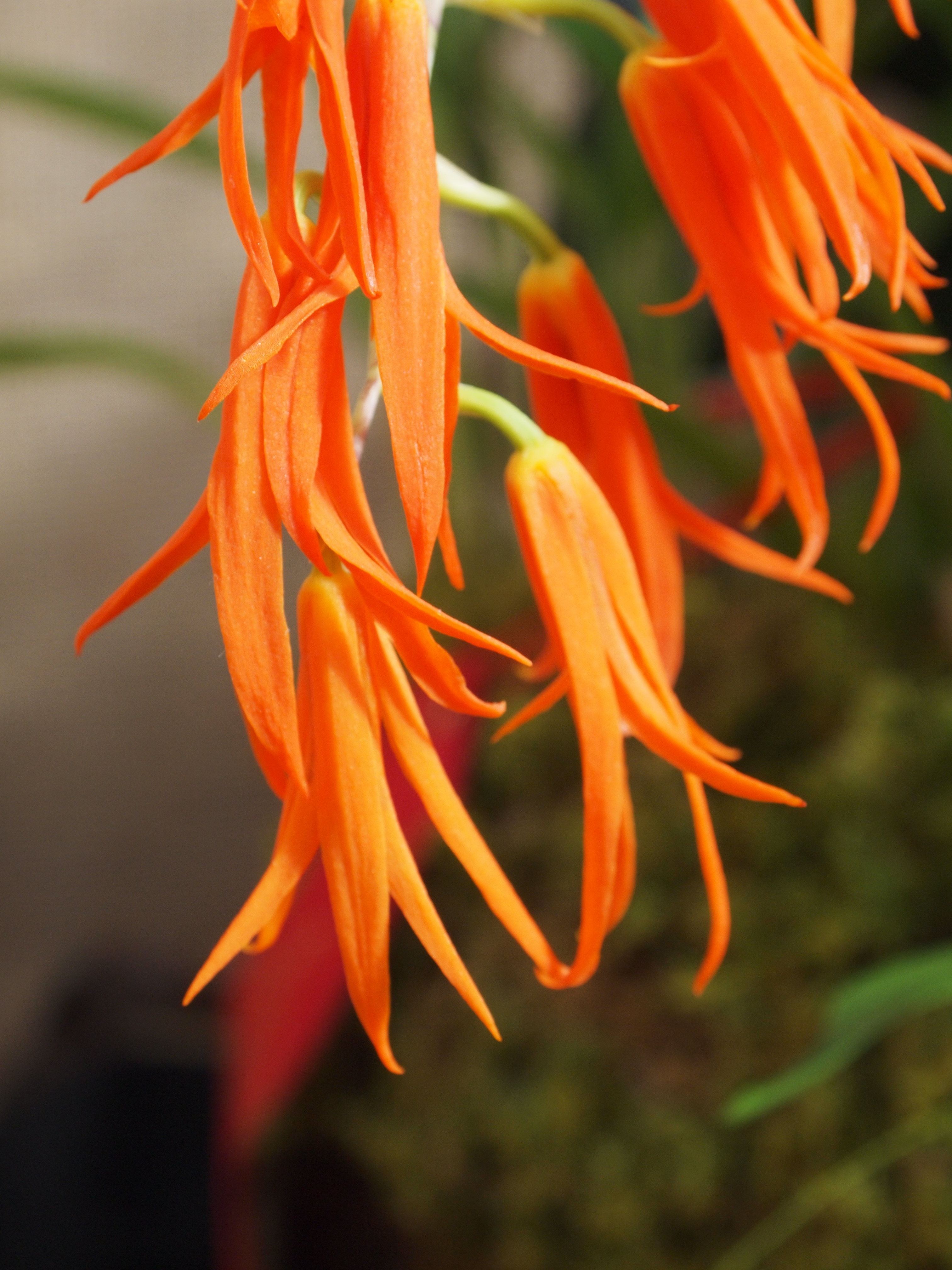
Detalle de las flores

## Características
Es una planta de tamaño pequeño a mediano, epífita con pseudobulbos elíptico-piriformes, comprimidos, de color verde oscuro arropado por varias hojas con vainas. Generalmente con dos hojas apicales, linear-lanceoladas, acuminadas. Florece en una inflorescencia axilar, erecta a arqueada que tiene 30 a 50 cm de largo, con hasta 18 flores de un brillante color naranja, agrupadas en un racimo, esta iguala la longitud de las hojas y tiene grandes brácteas florales. La floración se produce al final del invierno y comienzo de la primavera. No se ha descrito ningún híbrido natural.

## Distribución y hábitat
Es nativa del noroeste de Venezuela, Colombia y Ecuador. Las plantas se encuentran en los bosques nubosos de las altas regiones de montaña, en alturas de entre 2300 y 2500 metros. En su hábitat natural están expuestas a condiciones de humedad, temperatura y fresco.

## Cultivo
Crecen en condiciones de frío moderado, necesitando luz durante el verano, y más luz durante el invierno. Durante el período de vegetación, una alta humedad es esencial para el éxito del cultivo. La maceta, de tamaño mediano, no debe secarse por completo, pero debe tener suficiente drenaje para evitar que se pudra de raíz. Las altas temperaturas del verano pueden fácilmente destruir una planta, pero si se les da las mejores condiciones de humedad que necesita, es un cultivo fácil.

## Taxonomía
Brassia aurantiaca fue descrita por John Lindley y publicado en Folia Orchidacea. Ada Fasc. 5: Ada. 1853.
Etimología
Brassia (abreviado Brs.): nombre genérico que fue otorgado en honor de William Brass, un ilustrador de botánica del siglo XIX.

aurantiaca: epíteto latino que significa "anaranjado".
Sinonimia
Los siguientes nombres se consideran sinónimos de Ada aurantiaca:
- Brassia cinnabarina Linden ex Lindl. (1854)
- Oncidium cinnabarinum (Linden ex Lindl.) Rchb.f. (1863)
- Mesospinidium aurantiacum (Lindl.) Rchb.f. (1864)
- Mesospinidium cinnabarinum (Linden ex Lindl.) Rchb.f. (1864)
- Ada cinnabarina (Linden ex Lindl.) N.H. Williams
- Ada lehmannii Rolfe (1891)[4][5]